# أوبو إيه 2020
أوبو إيه9 2020، إلى جانب أوبو إيه5 2020، هم خلفاء سلسلة أوبو إيه. تم إطلاقه في 11 سبتمبر 2019 في الهند ومجهز بكاميرا رباعية الترا 48 ميجابكسل، بطارية 5000 مللي أمبير في الساعة وإمكانية شحن عكسي.

## مواصفات

### المعدات
يتم تشغيل أوبو إيه9 2020 بمعالجات ثماني النواة 4 × 2.0 غيغاهرتز + 4x1.8 غيغاهرتز مع شرائح سناب دراغون 665. إنه مزود بشريحتي اتصال ويأتي مزودًا بذاكرة قراءة 128 جيجا بايت وذاكرة إضافية تصل إلى 256 جيجابايت عبر بطاقة MicroSD للتخزين الإضافي. يعمل OPPO A9 2020 على ColorOS 6 وهو إصدار مخصص من أندرويد بي.

### ذاكرة
يحتوي OPPO A9 2020 على ذاكرة مدمجة تبلغ 128 جيجابايت وفتحة Micro SD مخصصة تدعم ما يصل إلى 256 جيجابايت من سعة تخزين USF2.1 الإضافية.